# 浜田朱里
浜田 朱里（はまだ じゅり、1962年11月1日 - ）は、日本の元女優・元アイドル歌手・元タレント。東京都出身。堀越高等学校卒業。
1980年6月21日CBS・ソニー（現：ソニー・ミュージックレーベルズ）から「さよなら好き」でデビュー。
デビュー当時の所属プロダクションは、プロダクション尾木（以下「尾木プロ」と略）。
松田聖子とは今でも親友でもあり、1980年デビューの同期生だった。
歌手・女優として活躍したが、その後1990年代半ばに芸能界を引退した。

## 来歴
小学生から児童劇団に所属し歌のレッスンを受けるなど幼少期より有望と目されており、デビュー前に尾木プロへの所属とCBS・ソニーへの所属が決定した。CBS・ソニーは酒井政利が率いる企画制作2部がプロデュースを行うこととなった。酒井は山口百恵の担当プロデューサーでもあり、浜田の雰囲気が百恵に似ていたことから「ポスト百恵」として売り出されることになり、歌手デビュー前には「赤いシリーズ」の「赤い魂」でヒロインとして起用され、百恵の代名詞でもあった「赤いシリーズ」に起用されたことで名実共に「ポスト百恵」の一番手と目された。またNHKの「レッツゴーヤング」で松田聖子や田原俊彦らとサンデーズ（1980年度）に選ばれ番組で活躍している。
しかしながら「レッツゴーヤング」の「ヤングヒットソング」でもあったデビューシングルの「さよなら好き」は期待したセールスに届かず、尾木プロも酒井も2～3年かけて育てる腹づもりであったが、同期デビューした河合奈保子、柏原芳恵、三原順子、岩崎良美などのライバルに対抗できなかった。それ以上に同級生であり親友の松田聖子が「裸足の季節」「青い珊瑚礁」で社会現象とも言える爆発的なヒットを重ねて快進撃を続け、大差を付けられてしまう。聖子は同じCBS・ソニーの所属であったが、若松宗雄が率いる企画制作6部が担当しており、70年代の制作手法にこだわった企画制作2部に対し、ニューミュージックとの融合など新機軸を打ち出した企画制作6部が時代の流れを変えてしまったことは浜田にとってマイナスに働いてしまった。さらに「赤いシリーズ」は百恵の引退作「赤い死線」でシリーズ打ち切りとなり、浜田のシリーズ出演は1回のみとなってしまった。こうして「ポスト百恵」自体が旧世代のものとなり、その本命であった浜田も時代の流れに押し流されることになってしまった。
その後も活動を続けるものの1982年デビュー組の活躍もあり、歌手としてはヒットが出せず1984年をもって歌手活動を終了している。その後は芸能活動の中心をグラビア・バラエティなどに移すが、後に一時休業状態になる。1990年にはヌード写真集を発売して話題となった。
芸能界復帰後は主に女優として活動。結婚後、1995年に出産のため引退した。
娘の高咲里音は女優として活動していた。
前述の松田聖子とは、2021年に神田沙也加が死去した時供花を贈ったり、翌年松田聖子と会っていたり、現在でも付き合いがある。

## ディスコグラフィ
- 全てCBS・ソニーからリリースされた。

### シングル
| #  | 発売日          | 曲順 | タイトル                   | 作詞       | 作曲       | 編曲       | オリコン 最高位 | 規格品番  |
| -- | --------------- | ---- | -------------------------- | ---------- | ---------- | ---------- | --------------- | --------- |
| 1  | 1980年 6月21日  | A面  | さよなら好き               | 浅野裕子   | 平尾昌晃   | 萩田光雄   | 58位            | 06SH-788  |
| 1  | 1980年 6月21日  | B面  | 愛はクロス坂               | 浅野裕子   | 平尾昌晃   | 萩田光雄   | 58位            | 06SH-788  |
| 2  | 1980年 10月1日  | A面  | あなたに熱中               | 糸井重里   | 馬飼野康二 | 馬飼野康二 | 100位           | 07SH-877  |
| 2  | 1980年 10月1日  | B面  | 恋のレッスン2              | 糸井重里   | 馬飼野康二 | 馬飼野康二 | 100位           | 07SH-877  |
| 3  | 1981年 1月21日  | A面  | 青い花火                   | 三浦徳子   | 馬飼野康二 | 馬飼野康二 | 87位            | 07SH-910  |
| 3  | 1981年 1月21日  | B面  | 失われた季節               | 三浦徳子   | 馬飼野康二 | 馬飼野康二 | 87位            | 07SH-910  |
| 4  | 1981年 4月21日  | A面  | 青い嫉妬                   | 三浦徳子   | 馬飼野康二 | 馬飼野康二 | -               | 07SH-968  |
| 4  | 1981年 4月21日  | B面  | ジェラシーの章             | 三浦徳子   | 馬飼野康二 | 馬飼野康二 | -               | 07SH-968  |
| 5  | 1981年 7月21日  | A面  | 黒い瞳                     | 三浦徳子   | 馬飼野康二 | 馬飼野康二 | 75位            | 07SH-1024 |
| 5  | 1981年 7月21日  | B面  | 愛の湖                     | 三浦徳子   | 馬飼野康二 | 馬飼野康二 | 75位            | 07SH-1024 |
| 6  | 1981年 10月21日 | A面  | 18カラットの涙             | 三浦徳子   | 馬飼野康二 | 小田健二郎 | -               | 07SH-1070 |
| 6  | 1981年 10月21日 | B面  | 春に逢えるでしょうか       | 三浦徳子   | 馬飼野康二 | 馬飼野康二 | -               | 07SH-1070 |
| 7  | 1982年 2月25日  | A面  | 想い出のセレナーデ         | 山上路夫   | 森田公一   | 若草恵     | 51位            | 07SH-1121 |
| 7  | 1982年 2月25日  | B面  | 椅子                       | 三浦徳子   | 馬飼野康二 | 戸塚修     | 51位            | 07SH-1121 |
| 8  | 1982年 9月1日   | A面  | 悲しみは駈け足でやってくる | アン真理子 | 中川克彦   | 若草恵     | -               | 07SH-1197 |
| 8  | 1982年 9月1日   | B面  | 哀・私小説                 | 黒川真一   | 渡辺博也   | 船山基紀   | -               | 07SH-1197 |
| 9  | 1983年 4月1日   | A面  | 夏の指定席                 | 三浦徳子   | 小泉まさみ | 水谷公生   | -               | 07SH-1277 |
| 9  | 1983年 4月1日   | B面  | 恋せよ乙女                 | 三浦徳子   | 小泉まさみ | 水谷公生   | -               | 07SH-1277 |
| 10 | 1984年 3月5日   | A面  | 本気半分エキストラ         | 森雪之丞   | 後藤次利   | 後藤次利   | -               | 07SH-1464 |
| 10 | 1984年 3月5日   | B面  | ふたつのラブ・ストーリー   | 森雪之丞   | 後藤次利   | 後藤次利   | -               | 07SH-1464 |
| 11 | 1984年 7月21日  | A面  | 春は四島から               | 中山大三郎 | 中山大三郎 | 高田弘     | -               | 07SH-1532 |
| 11 | 1984年 7月21日  | B面  | カンゲキ・ドウトウ・サンバ | 中山大三郎 | 中山大三郎 | 高田弘     | -               | 07SH-1532 |

### アルバム

#### ベスト・アルバム
- 浜田朱里 THE BEST（1984年／25AH-1472）
- GOLDEN J-POP/THE BEST 浜田朱里（1999年9月22日／SRCL-4629）
- DREAM PRICE 1000 浜田朱里／さよなら好き（2002年10月9日／MHCL-144）
- GOLDEN☆BEST limited 浜田朱里 Single Collection（2010年3月27日／DYCL-236）

## 出演

### テレビドラマ
- 少年ドラマ 明日への追跡（1976年） - 小池静子　役 (本名の宮崎珠里で出演)
- 赤い魂（1980年）- 立花良子 役
- おやじは熟年（1981年）
- 銀河テレビ小説・ふたりでひとり（1981年）- 竹田圭子 役
- 意地悪ばあさん 第42話「男はガマン!の巻」（1982年） - ゆり 役
- 大江戸捜査網 第607話「刺青連続殺人! 宿命の父娘」（1983年） - おけい 役
- 月曜ドラマランド・豆姫さま漫遊紀（1984年）
- 水戸黄門（TBS / C.A.L）
  - 第15部 第6話「御存知 黄門一座の大芝居 -別府-」（1985年3月4日） - 梅奴 役
  - 第18部 - 由紀 役
    - 第2話「御老公爆殺指令! -佐倉-」（1988年9月19日）
    - 第17話「暗雲払う破邪の剣 -平戸-」（1989年1月9日）

  - 第19部 第16話「鬼が巣喰う金の山 -佐渡-」（1990年1月15日） - あかね 役
  - 第20部
    - 第8話「情け紡いだ西陣織 -京-」（1990年12月24日） - 小糸 役
    - 第39話「八兵衛そっくりお殿様 -久保田-」（1991年8月5日） - おきぬ 役

  - 第21部 第16話「怨念渦巻く船幽霊 -今治-」（1992年7月20日） - お弓 役
  - 第22部
    - 第4話「心の剣で悪を斬る -藤枝-」（1993年6月7日） - 梢 役
    - 第30話「黄金の島の鬼退治 -佐渡-」（1993年12月6日） - 勢津 役
- 新春仕事人スペシャル 必殺忠臣蔵（1987年）
- 江戸を斬る（TBS / C.A.L）
  - 江戸を斬るVII 第20話「悲願叶えた遠山桜」（1987年） - おゆき
  - 江戸を斬るVIII 第4話「恋人を殺された女」（1994年） - 喜和
- 大都会25時 第18話「憎い夏! 女子大生通り魔事件」（1987年、ANB・東映）
- 大岡越前 （TBS / C.A.L）
  - 第10部 第13話「育ての親は凶状持ち」（1988年5月23日） - お照
  - 第11部 第19話「目撃者は名乗れぬ女」（1990年8月27日） - お春
  - 第12部 第4話「毒の匂いのする女」（1991年11月4日） - お絹
  - 第13部 第19話「両刃が抉る復讐の謎」（1993年3月22日） - お京
- 松本清張サスペンス / 年下の男（1988年9月、KTV / 松竹 / 『霧』企画）
- あいつがトラブル[8]（1989年）第12話
- 月影兵庫あばれ旅 第1シリーズ 第6話「三分の税と戦え!!」（1989年、TX / 松竹） - 松平佐世 役
- こちら芝浦探偵社
- 月曜ドラマスペシャル・ジューンブライドは幸せになれる?（1990年）
- DRAMADAS「私がお見合いした野郎ども」(1990年5月、KTV)
- あばれ八州御用旅 第2シリーズ 第17話「女郎花は咲かず」（1991年、TX / ユニオン映画）- おさち・雪江(二役) 役
- 鬼平犯科帳 第2シリーズ 第16話「白と黒」（1991年3月６日、CX / 松竹） - お紋 役

『ヴァンサンカン・結婚』(1991年)
- 代表取締役刑事 第40話「太陽がいっぱい」（1991年、ANB・石原プロ）
- DRAMADOS「ねちょねちょが好き!」(1991年9月、KTV)
- 月曜・女のサスペンス「愛の殺人カルテ」（1992年、TX） - 須藤育子
- 付き馬屋おえん事件帳 第2シリーズ（1993年）
- お助け同心が行く! 第8話「二度目の金蔵破り」（1993年）
- さすらい刑事旅情編VI 第23話「二重アリバイの罠・狙われた人妻」（1994年3月23日、ANB ）
- 殿さま風来坊隠れ旅 第12話「二人の夫を持つ女」（1994年、ANB）
- 名奉行 遠山の金さん 第6シリーズ 第17話「催眠殺人の姉弟」（1994年、ANB / 東映） - お冬 役
- 土曜ワイド劇場・北都殺人紀行（1995年、ANB ）

### バラエティー
- ドリフ大爆笑 バカ殿様　腰元

ヤングプラザ　司会アシスタント　レギュラー出演

### イメージビデオ
- JURI IN PARIS part1 (東映ビデオ株式会社　1984年12月21日2種同時発売)VHS、Beta   カラー27分9800円)
- JURI IN PARIS part2 (東映ビデオ株式会社　1984年12月21日2種同時発売)VHS、Beta   カラー27分9800円)

### 映画
- 必殺! THE HISSATSU（松竹・1984年）-　女郎・お君 役
- カリブ・愛のシンフォニー（東宝・1985年）- 宮尾由香里 役

### ラジオ
ここでは代表的な番組のみ掲載。
- 笑福亭鶴光のオールナイトニッポン（ニッポン放送ほか・1982年）

アシスタントを担当。日髙のり子、坂上とし恵らと共に「ガケっぷちトリオ」と命名されていた。鶴光流のエールであった。
- NISSANナマ生ステーション（ニッポン放送ほか・1982年）

### CM
- ロッテ 「パイの実」「グリーンガム」「霧の浮舟」
- 近畿コカ・コーラボトリング 「サワーロイヤル」

## 書籍

### 写真集
- 「JURI（近代映画増刊）」（1981年11月1日／撮影：野々村智夫／近代映画社）
- 「わらって」（1982年5月23日／撮影：篠山紀信／小学館　アイドルの写真集としてはかなり露出度が高く、発売当時はかなり話題となった。）
- 「ふりむいて・・・愛（別冊近代映画）」（1982年8月1日／撮影：青野武雄／近代映画社）
- 「最高の気分で」（1983年5月10日／撮影：立木義浩／ワニブックス）
- 「ハーフ・ムーン」（1990年11月1日／撮影：清水清太郎／ワニブックス　唯一のフルヌード写真集）

### エッセイ
- 「白い青春 - 染まりゆくとき」（1982年6月1日／著：浜田朱里／ワニブックス）

### ビデオ
- JURI IN PARIS Part1（1984年12月21日、東映ビデオ）

歌詩集
かぐや姫の伊勢正三の歌詩集「月が射す夜」(1978年12月25日)に宮崎珠里名義で写真が掲載されている